# Chochoca
La chochoca, appelée aussi chochoyeco, trotroyeco ou trutru, est un mets traditionnel de la cuisine de Chiloé et  des Huilliches au Chili, qui consiste en une pâte faite de pommes de terre cuites et de la farine, ou de pommes de terre cuites et de pommes de terre crues râpées et pressées, que l'on fait rôtir, plaquées sur une grande broche en forme de rouleau à pâtisserie, appelée le palo chochoquero.

## Préparation
Il existe deux variantes de chochoca selon le type de pâte utilisée, la blanca (blanche) ou de tortilla de pomme de terre et la negra (noire) ou de milcao.

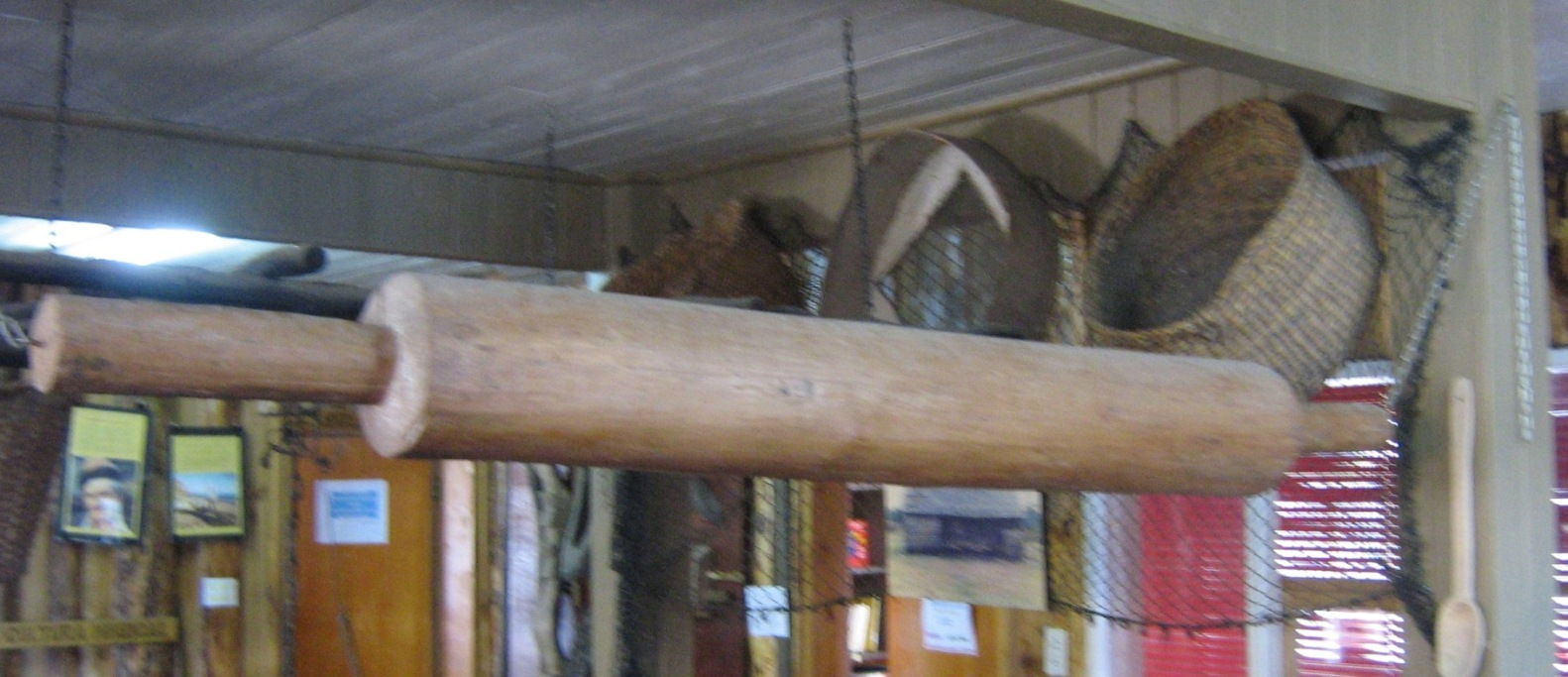
Un palo chochoquero en place sur un fourneau chilote au musée de Dalcahue.

La chochoca blanca est la plus commune, sa pâte est faite à parts égales de farine de blé et de pommes de terre cuites moulues. Elle contient en outre du sel, du saindoux et, habituellement aussi des chicharrones (sortes de rillons). Dans la chochoca negra, on remplace la farine par des pommes de terre crues râpées dont on a exprimé l'eau en les pressant dans un torchon.
Avec cette pâte, on forme des rectangles plans de 50 à 60 cm de long sur 50 cm de large environ, d'une épaisseur d'un peu plus de 1 cm  qui sont collés autour d'une broche ou un bâton en forme de grand rouleau à pâtisserie (le palo chochoquero) d'environ 1,5 m de long sans compter les poignées. Les tranches se posent jointives l'une à l'autre, enveloppant complètement la broche, en les superposant légèrement de manière qu'elles forment une seule pièce. La surface de la broche est beurrée pour une meilleure adhérence.
La cuisson se fait sur les braises pendant environ 30 minutes, en tournant lentement, comme s'il s'agissant de viande à la broche. Une fois la cuisson achevée, on en découpe des tranches, auxquelles on ajoute des  chicharrones sur la face interne avant de les enrouler et de servir chaud.

## Consommation
La chochoca est un plat qui ne se prépare pas fréquemment pour la consommation familiale, mais pour des occasions particulières ou dans le cadre de fêtes gastronomiques ou dans des sites de vente de repas typiques de Chiloé et chez les Huilliches des provinces de Osorno et el Ranco. En dehors de ces lieux, sa consommation est plus rare, bien que ce mets soit connu dans presque tout le sud du Chili, principalement du fait de l'émigration des chilotes en Patagonie et dans la province de Llanquihue, zones dans lesquelles on peut également la rencontrer pendant les célébrations coutumières.